# Affaire Marc et Corine
L'affaire Marc et Corine est une affaire criminelle belge du nom de deux adolescents (Marc Kistemann et Corine Malmendier) qui furent séquestrés puis assassinés avant que leurs corps ne soient abandonnés dans les bois de Lierneux, dans la province de Luxembourg. La jeune femme ayant également été violée.
L'affaire connut un grand retentissement national et suscita une vague d’émotion en juillet 1992 ainsi que lors du procès qui eut lieu pendant l'affaire Dutroux entre 1995 et 1996.

## Déroulement de l'affaire
Marc Kistemann (21 ans) et Corine Malmendier (17 ans) étaient originaires de Plombières, dans la province de Liège. Leurs corps furent retrouvés 8 jours après les faits dans les bois de Lierneux où ils furent abattus par balles avec un riot-gun.

## Procès et condamnation
Les auteurs, Thierry Muselle (33 ans au moment des faits) et Thierry Bourgard (24 ans), furent initialement condamnés à mort par la cour d'assises de Liège en décembre 1995. Cet arrêt fut néanmoins cassé par la cour de cassation quelques mois plus tard et un second procès d'assises eut lieu en novembre 1996 à Arlon, à la suite duquel les tueurs furent condamnés aux travaux forcés à perpétuité, la peine de Bourgard étant en outre assortie d'une mise à disposition du gouvernement pendant 20 ans (la peine de mort en Belgique a été officiellement abolie en 10 juillet 1996).
Les deux tueurs furent également condamnés pour le meurtre de Lucien Schmitz, un père de famille âgé de 36 ans, retrouvé lardé de coups de couteaux et pour le viol de sa compagne,.
Bourgard a avoué les faits, hormis le meurtre de Marc et Corine. Muselle a nié toute implication. 
Une complice, Valérie Demaret était également jugée.

## Antécédents
Le duo avait également perpétré plusieurs vols avec violence entre les 11 et 16 juillet 1992.
Au moment des faits, Muselle, qui avait été condamné huit ans plus tôt à une peine de dix ans pour viol et meurtre d'une adolescente de 16 ans, était en liberté conditionnelle, tandis que Bourgard était en congé pénitentiaire après trois ans d'une peine de 10 ans pour violences et tortures.

## Suites
Le 10 septembre 2007, Thierry Muselle a demandé sa remise en liberté, ce qui a été refusé par la suite car, en 2010, Muselle a vu sa détention prolongée à la suite de la tentative de meurtre sur un codétenu à la prison de Lantin, alors qu’il était en passe de bénéficier d’une liberté conditionnelle,. En juillet 2011, il a été condamné à 20 mois de prison ferme pour ces faits.
Thierry Muselle est mort à la prison de Huy le 1er avril 2015. 
Thierry Bourgard est mort à la prison de Marche-en-Famenne le 5 décembre 2019 à l'âge de 51 ans.

## Conséquences

### Création de l'asbl «Marc et Corine»
À la suite de cette affaire, l'asbl « Marc et Corine » fut fondée par le père de Corine, Jean-Pierre Malmendier, et par celui de Marc, François Kistemann. Elle prit position pour des mesures plus strictes concernant la liberté conditionnelle et pour le soutien aux familles d'enfants victimes de violences ou disparus.
Une pétition qui demandait une révision du système carcéral réunit 260 000 signatures et fut transmise au parlement en décembre 1992.
L'asbl aida entre autres les parents des victimes kidnappées lors de l'affaire Dutroux, notamment en imprimant des  avis de recherches.

### Documentaire télévisé
- « Délivrez-nous du mal » (premier reportage) le 14 décembre 2011 et le 11 juillet 2012 dans Devoir d'enquête sur la Une (RTBF).